# August Basse
August Basse (* 14. Dezember 1834 in Hannover; † 18. April 1910 ebenda) war ein deutscher Kaufmann, Unternehmer und Bankier, Politiker und Mäzen.

## Leben

### Familie
August Basse war der Sohn eines Stabshornisten, Vater von Wilhelm Basse und Großvater des späteren Filmregisseurs und Filmproduzenten Wilfried Basse.

### Werdegang
August Basse absolvierte eine Lehre als Kaufmann und wurde anschließend ab 1850 in mehreren Warenhandlungen tätig. Als Buchhalter arbeitete er von 1857 bis 1866 im Bankhaus Adolph Meyer, wurde 1867 Generalagent für die Providentia-Versicherungsgesellschaft. Zwischen 1869 und 1872 beteiligte sich Basse an der Gründung von zwei Baugesellschaften sowie an der Verlegung einer zuvor in Hamburg ansässigen Militärdienstversicherung nach Hannover. In allen drei Institutionen wurde Basse in den Aufsichtsrat berufen.

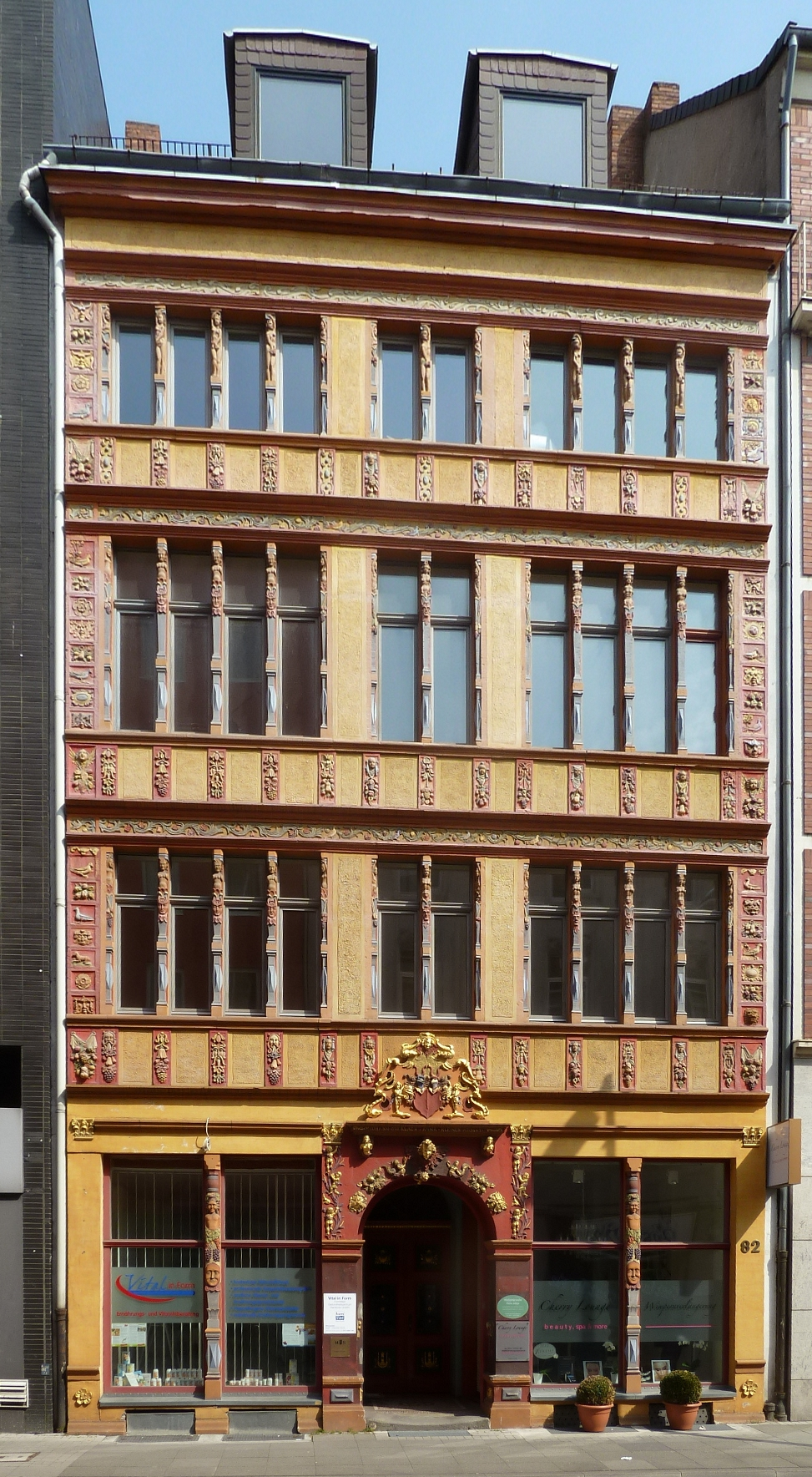
1884 rettete der Bankier und Bürgervorsteher die Fassade des Overlach’schen Hauses

1877 wurde Basse in das hannoversche Bürgervorsteherkollegium (BVK) gewählt, dem er dann bis 1902 für ein Vierteljahrhundert angehörte. 1889 wurde er Zweiter Wortführer des BVK, schließlich auch Mitglied des preußischen Provinziallandtags.
Als 1884 der Platz um die Marktkirche erweitert werden sollte und hierfür mehrere Häuser abgebrochen werden mussten, ließ der Bankier das sogenannte Overlach’sche Haus, dessen Fassade der Maurermeister und Steinhauer Adrian Siemerding 1663 für Johann Overlach geschaffen hatte, behutsam abbauen und dem Neubau des heutigen Wohn- und Geschäftshauses Lavessstraße 84 vorsetzen. August Basse rettete so die heute unter Denkmalschutz stehende, einzige in Hannover vollständig „erhaltene bürgerliche Renaissance-Fassade“.
August Basse war einer der Mitbegründer der Braunschweig-Hannoverschen Hypothekenbank und bis 1908 einer ihrer Direktoren. Unterdessen hatte er sich nach dem 1901 verabschiedeten neuen Börsengesetz Verdienste erworben um die anschließend eingerichtete amtliche Hannoversche Wertpapierbörse, in deren Vorstand er ebenfalls bis 1908 tätig war.
Daneben war August Basse Schatzmeister des Niedersächsischen Kanalbauvereins, über den er die Aufstellung der ersten Bebauungspläne anregte sowie die Anlegung einer Trinkwasserversorgung.
Der Förderer des Radsports wurde zu einem der Mitbegründer des Heimatbunds Niedersachsen. Als Mitgründer des damaligen Vaterländischen Museums (heute: Historisches Museum Hannover) stiftete Basse die sogenannte Finkam’sche Sammlung von Orden und Ehrenzeichen.
August Basse wurde auf dem Stadtfriedhof Engesohde beigesetzt.